# Айтбекова, Назира Темирбековна
Назира Темирбековна Айтбекова (род. 7 ноября, 1985, Рыбачье, Киргизская ССР) — киргизская киноактриса, телеведущая. Автор самого рейтингового в 2012 году в Киргизии реалити-шоу «Тайны Вселенной» («Аалам Сырлары»).

## Детство и юность
Назира Айтбекова родилась 7 ноября 1985 года в Аламединском районе города Фрунзе (ныне Бишкек). Мать — Нургуль Доолотбаева (1964), выпускница Института искусств им. Бюбюсары Бейшеналиевой, работала в Управлении культуры города Рыбачье (ныне Балыкчы) комузисткой. Отец — Темирбек Айтбеков (1961), работал в военном оркестре войскового гарнизона ВС СССР в том же городе. Назира — единственный ребёнок в семье, когда девочке было девять лет, родители развелись.
С 1992 по 1994 гг. училась в школе № 10 имени Токтогула Сатылганова в городе Балыкчы, с 1994 по 1997 гг. — в школе имени Саякбая Каралаева, с 1997 по 2002 гг. — в гимназии имени В. Ленина. Окончила школу с отличием.
Поступила на факультет филологии Международного университета «Ала-Тоо» (тогда вуз назывался «Ататюрк Ала-Тоо»).

## Карьера

### Журналистика
Карьеру Назира начала как телеведущая В 2005 году, ещё будучи студенткой, она участвовала в кастинге и прошла на должность ведущей программы «Хит Парад». Проработала там два года.
В 2007 году некоторое время была журналистом и диктором новостной программы на ОТРК.
С 2008 по 2009 год телеведущая развлекательной передачи «Браво».
Назира Айтбекова с 2007 по 2008 год была ассистентом проректора университета «Ала-Тоо» по культурным мероприятиям.
В 2012 году Назира инициировала при поддержке режиссёра ОТРК — Асыл Апасовой — телепроект «Аалам Сырлары» (Тайны Вселенной) — аналог «Битвы экстрасенсов», в котором участники проходили испытания своих способностей. Проект стал самым рейтинговым в Кыргызстане в 2012 году. Также Назира была отмечена почетной грамотой ОТРК в том году. Однако проект стал причиной протеста религиозных организаций в стране, вплоть до радикальных призывов, при том, что по Конституции Кыргызстан — светская страна, устанавливающая свободу убеждений.
В конце 2012 года Назира Айтбекова стала жертвой похищения и издевательств со стороны наемных исполнителей, нанятых редакцией местной многотиражной газеты «Супер-Инфо», в рамках их рубрики «Розыгрыш». Однако согласно показаниям многочисленных свидетелей и коллег Назиры, а также её самой, это больше походило на целенаправленное заказное действие с целью запугивания и нанесения психологической травмы. В результате семья Айтбековой инициировала уголовное дело против редакции газеты.

#### Международные проекты
Вела проекты: «Ата-Журт», «Жаны Ата-Журт», «Конугумуз Синема» на турецком телеканале ТРТ Аваз.
Вела международные фестивали: «Ысык-Колдо Кадыр тун», «Мейкин Азия», «Евразия жылдызы», «Астана Архау».
Назира является представителем журналистов объединения «Турк дуйносу» в Кыргызстане.
Актриса также известна как блогер, у неё более 900 тысяч подписчиков в Инстаграме. Как блогер стала известна, публикуя посты под рубрикой «Жон эле ойлор» — Просто мысли.
В декабре 2021 года Назира Айтбекова опубликовала в Инстаграм два откровенных фото. Это вызвало бурное обсуждение в соцсетях. Часть пользователей осудили её за провокационный пост, другие же, наоборот, поддержали за смелость.

### Кино
Кинокарьеру Назира Айтбекова начала с участия в фильме «Стоп трафик» (2008) режиссёра Мырзы Айдаралиева, в качестве фотомодели в одном из эпизодов. В это время Назира завершала обучение в школе моделей «East Models» в Бишкеке под руководством Карины Ахматалиевой.
В 2011 году Назира сыграла главную роль в фильме «Быйыл созсуз куйого тийем» («В этом году я однозначно выйду замуж»), режиссёр — Динара Эсенгулова, продюсер — Ырыс Жоомартова. В этом фильме она выстроила образ бойкой, отзывчивой и заботливой подруги Рахат. Фильм был отмечен высокими кассовыми сборами в стране.
В этом же году Назира сыграла в фильме «Кок-Салкын» (Синяя Тень), режиссёр — Тилек Чериков. В этом фильме она показала образ уверенной в себе, стервозной девушки главного героя — Бакыта, работающей психологом и ведущей жизнь светской львицы. Этот фильм также попал в списки успешных национальных картин в плане кассовых сборов.
В 2012 году Назира прошла режиссёрские курсы мэтра режиссёрского дела в Кыргызстане Эрнеста Абдыжапарова и снялась в сиквеле «Быйыл созсуз куйого тийем 2». По итогам 2012 года Назира Айтбекова была отмечена как киноактриса, сыгравшая лучшую женскую роль, на пятом кинофестивале выпускников мастер-классов Эрнеста Абдыжапарова. Фильм также был кассовым.
В 2017 году актриса участвовала в скетч-шоу «Эл эмне дейт?», в 2020 году актриса снялась в сериале «Кошунаны тандабайт».
С 2011 по 2016 гг. Назира озвучивала сказочного персонажа — Мальчика-с-пальчика в мультфильме «Китептер дуйносуно саякат» — «Путешествие в мир книг».
Сейчас девушка снимается в кино, сериалах. Кроме этого делает интервью с политическими, культурными деятелями Кыргызстана для своего Ютуб-канала, ведет государственные, частные мероприятия.

## Личная жизнь
8 апреля 2008 года Назира Айтбекова вышла замуж за Искендера Шаршеева, с котором была знакома пять лет. Девять лет спустя Искендер и Назира развелись, у них есть сын Ариет. Назира поделилась, что никогда не препятствовала общению отца и сына и не будет этого делать. «Он может приезжать и видеться с сыном в любое время, это зависит только от желания отца», — прокомментировала актриса.

## Премии и награды
- Лучший проект ОТРК КР, 2012 «Аалам Сырлары» (Тайны Вселенной)
- Лучшая женская роль 2012 Пятый кинофестиваль выпускников мастер-классов Эрнеста Абдыжапарова[14].

## Фильмография
| Год выхода | Название                                 | Название на языке оригинала   | Роль          |
| ---------- | ---------------------------------------- | ----------------------------- | ------------- |
| 2008       | «Стоп Трафик»                            | «Стоп Трафик»                 | Фотомодель    |
| 2011       | «В этом году я однозначно выйду замуж»   | «Быйыл созсуз куйого тийем»   | Рахат (Рашка) |
| 2011       | «Синяя тень»                             | «Кок-Салкын»                  | Каныкей       |
| 2012       | «В этом году я однозначно выйду замуж 2» | «Быйыл созсуз куйого тийем 2» | Рахат (Рашка) |
| 2017       | Скетч-шоу «Что скажут люди?»             | «Эл эмне дейт?»               | Ведущая       |
| 2020       | «Соседей не выбирают»                    | «Кошунаны тандабайт»          | Жаркынай      |
| 2021       | «Соседи в фильме»                        | «Кошуналар кинодо»            |               |